# 棚沢ノ頭
棚沢ノ頭（たなさわの あたま/かしら）は、丹沢山地の丹沢主脈にある標高1,590mの山である。神奈川県相模原市と足柄上郡山北町との境界線上にあり、丹沢大山国定公園に属する。
山といっても丹沢山から蛭ヶ岳にかけての稜線上の小ピークであり、気付かずに通り過ぎてしまう人も多い。

## 周辺の山
- 不動ノ峰（1,614m）
- 丹沢山（1,567m）
- 弁当沢ノ頭（1,288m）
- 鬼ヶ岩ノ頭（1,608m）
- 蛭ヶ岳（1,673m）